# Mehen Linea
La Mehen Linea è una struttura geologica della superficie di Europa.